# ЕМС 1000
ЕМС 1000 (Единна модулна система 1000) е звукоусилвателна система, в състава на която се използват функционални модули и блокове, монтажни стойки с принадлежности, унифицирани междумодулни и междублокови кабели, предназначени за окомплектоване на звукоусилвателни уредби, използвани за озвучаване на открити и закрити пространства. ЕМС 1000 е предназначена да работи в закрити помещения в нормални климатични условия при температура от 0 до 40 °C.

## Състав на ЕМС 1000
2.1. Функционални модули
1. Предусилвател микрофон-линия ЕМС 1121
2. Предусилвател универсален ЕМС 1131
3. Предусилвател съгласуващ ЕМС 1141
4. Предусилвател изходен ЕМС 1151
5. Предусилвател линеен ЕМС 1161
6. Тонкоректор ЕМС 1211
7. УКВ тунер ЕМС 1331
8. АМ тунер ЕМС 1341
9. Захранване ЕМС 1611
10. Контрол ЕМС 1711
11. Генератор калибровъчен ЕМС 1731
12. Регулатор изходен ЕМС 1741
13. Служебна връзка ЕМС 1751

2.2. Функционални блокове
1. Грамофонно шаси ЕМС 1311
2. Еквалайзер терцоктавен ЕМС 1231
3. Еквилайзер октавен двуканален ЕМС 1232
4. Усилвател на мощност 2 х 100 W ЕМС 1511

2.3. Монтажни стойки и принадлежности
1. Стойка монтажна 12 HE
2. Стойка монтажна 18 HE
3. Стойка монтажна 24 HE
4. Стойка монтажна 39 HE
5. Рамка за надграждане 3 HE
6. Блок вентилационен 1 HE
7. Панел вентилационен 1 HE
8. Панел закриващ 1 HE
9. Панел закриващ 2 HE
10. Панел закриващ 3 HE

2.4. Кабели и принадлежности за осъществяване на модулни и междублокови връзки
1. Кабел входен тип 101 до 110
2. Кабел входен тип 201 до 214
3. Кабел входен тип 301 до 315
4. Кабел входен тип 401 до 405
5. Кабел лентов тип 510 до 583
6. Кабел изходен тип 601 до 613
7. Кабел захранващ тип 701 до 704
8. Кабел захранващ тип 801 до 802
9. Кабел тип 900
10. Разклонител захранващ
11. Съединител акустичен CA-3M
12. Съединител акустичен коаксиален 3,5 mm (жак)
13. Съединител антенен УКВ
14. Съединител антенен АМ

3. Монтажни стойки и принадлежности
3.1. Монтажни стойки
Монтажните стойки представляват носеща конструкция на звукоусилвателните уредби на окомплектованата модулна система ЕМС 1000. Присъеденителните размери на стойките са в пълно съответствие с изискванията на международната система 19":
- единица за нарастване на височина 44,45 mm (1,75 инча)
- широчина на лицевите панели на блоковете 482,6 mm (19 инча)

Монтажните стойки имат 4 типоразмера с монтажна височина съответстваща на 12 HE, 18 HE, 24 HE и 39 HE.
В монтажните стойки няма постоянно монтирани кабелни връзки. Постоянно монтиран в тях е захранващият разклонител 220 V/50 Hz и заземителната клема. Разклонителят е монтиран в най-ниската задна част на монтажната стойка.
Стойки 12 HE и 18 HE имат вариант съответно 12 HE-Г и 18 HE-Г. Тези варианти са предназначени за окомплектоване на звукоусилвателни уредби, в състава на които е включено грамофонно шаси ЕМС 1311. Грамофонното шаси се монтира на върха на монтажните стойки 12 HE-Г и 18 HE-Г.
По етажите на стойките се монтират: усилвател на мощност ЕМС 1511, еквалайзери ЕМС 1231 и ЕМС 1232, рамка за надграждане 3 HE (на нея се монтират функционалните модули на съответната уредба), панел вентилационен 1 HE, блок вентилационен 1 HE и панел закриващ 3 HE.
3.2. Принадлежности на монтажните стойки
3.2.1. Рамка за надграждане 3 HE
Рамката за надграждане 3 HE има монтажна височина 3 HE (132,5 mm) и широчина 482 mm. Тя е носеща конструкция на модулната система ЕМС 1000 – ЕМС 1121, ЕМС 1131, ЕМС 1141, ЕМС 1151, ЕМС 1161, ЕМС 1211, ЕМС 1331, ЕМС 1341, ЕМС 1341, ЕМС 1611, ЕМС 1711, ЕМС 1741, ЕМС 1751 и ЕМС 1731.
На една рамка могат да се монтират модули с широчина 400 mm (модулите по широчина имат два типоразмера – 1 BE = 40 mm и 2 BE = 80 mm).
3.2.2. Блок вентилационен 1 HE
Блок вентилационен има монтажна височина 1 НE (44,45 mm) и широчина 482,6 mm. Той обезпечава топлообмена в монтажните стойки. Монтира се обикновено над блок ЕМС 1511. Количеството му в монтажните стойки се определя от завода производител.
3.2.3. Панел вентилационен 1 HE
Панел 1 HE се съдържа в лицевата част на блок вентилационен 1 HE и има присъединителни размери в широчина B = 482,6 mm, височина H = 1 HE.
3.2.4. Панел закриващ 1 BE и 2 BE.
- Панел 1 BE има размери: B = 1 BE (40 mm), H = 132,5 mm
- Панел 2 BE има размери: B = 2 BE (80 mm), H = 132,5 mm

Панели 1 BE и 2 BE се монтират в рамката за надграждане в случаите, когато тя не е запълнена с модули.
3.2.5. Панел закриващ 3 HE
Панел 3 HE има размери: широчина B = 482,6 mm, височина H = 3 HE (132,5 mm). Панел 3 HE се монтира в монтажните стойки, когато не са вградени блокове или рамки за надграждане 3 HE.
4. Предусилвател микрофон – линия ЕМС 1121
- Предусилвател микрофон – линия ЕМС 1121
- Блокова схема ЕМС 1121
- Принципна схема ЕМС 1121

ЕМС 1121
1. LED индикатор „Претоварване“
2. Бутон „Сума 1“
3. Бутон „Сума 2“
4. Бутон „Контрол“
5. Допълнителен регулатор „Усилване“
6. Превключвател „Чувствителност“ – 0,2 mV; 1 mV; 5 mV; 20 mV (микрофон); 775 mV (линия); генератор.
7. Превключвател „Срязващ филтър ВЧ“; 7,5 KHz; 10 KHz; 16 KHz; изключен.
8. Превключвател „Срязващ филтър НЧ“; изключен; 40 Hz; 80 Hz; 160 Hz.
9. Регулатор „Усилване“
10. Изход 775 mV – жак 3,5 mm
11. Вход „Микрофон“ (0,2 mV; 1 mV; 5 mV; 20 mV) – съединител СА-5.
12. Вход „Линия“ (775 mV) – съединител СА-5.
13. Съединител (направо от печатната платка) за междумодулни връзки с изходи:
  1. Изход „Сума 1“
  2. _
  3. Изход „Сума 2“
  4. Маса
  5. Маса
  6. Вход или изход 775 mV
  7. Изход 775 mV
  8. Вход + 27 V
  9. Изход „Контрол“
  10. Вход + 15 V
  11. Вход „Генератор калибровъчен“ (≈)

1. Предназначение

Предусилвателят Микрофон – линия ЕМС 1121 представлява едноканален входен предусилвател, със симетричен трансформаторен вход и несиметрични изходи, предназначен да усилва и обработва сигнала от микрофон или линия, в състава на звукоусилвателните уредби, окомплектовани с модулна система ЕМС 1000.
2. Обща характеристика – модул ЕМС 1121 съдържа:
1/ Три входа:
- Микрофон – съединител СА-5 /X1/
- Линия – съединител СА-5 /X2/
- Допълнителен несиметричен вход за включване на генератор калибровъчен /изход 11 на съединителя за междумодулни връзки/

2/ Галетен превключвател /S1/ за избор на входа и изменение на чувствителността на микрофонния вход.
3/ Светодиоден /LED/ индикатор за претоварване по вход.
4/ Регулатор „Усилване“ /R 24/.
5/ Вътрешен допълнителен регулатор „Усилване“ /R 27/.
6/ Амплитуден ограничител с възможност за включване посредством XP1 и XP2.
7/ Високочестотен срязващ филтър с възможност за превключване на 3 честоти на срез и изключване чрез галетен превключвател /S 3/.
8/ Нискочестотен срязващ филтър с възможност за превключване на 3 честоти на срез и изключване чрез галетен превключвател /S 2/.
9/ Несиметричен изход 775 mV за товар от 1 kῼ /жак 3,5 mm (x3/) и изводи 6 и 7 на съединителя за междумодулни връзки, който се включва посредством връзка XP5-XP6 и XP7-XP8.
10/ Два сумиращи изхода чрез R = 36 kῼ за включване към сумиращ вход на модул ЕМС 1151 /изводи 1 и 3 за междумодулни връзки/. Сумиращите изходи се включват оперативно посредством бутон 2 (S4/a) и 3 (S4/b).
11/ Един сумиращ изход чрез R = 36 kῼ за включване на модул „Контрол“ ЕМС 1711 /извод 9 на съединител за междумодулни връзки/. Изходът се включва посредством бутон 4 (S4/c).
3. Основни параметри
- Номинално изходно напрежение: 775 mV
- Номинално съпротивление на товара: 1 kῼ
- Номинално входно напрежение:
микрофон – 0,2; 1; 5, 20 mV
линия – 775 mV
генератор – 775 mV
- Входно съпротевление, не по-голямо от:
микрофон – 1 kῼ
линия – 10 kῼ
- Честотна лента: 31,5 Hz до 20 000 Hz
- Неравномерност на честотната характеристика,
не по-голяма от: 0,6 dB
- Коефициент на хармонични изкривявания, не по-големи от:
до 100 Hz – 0,35 %
от 100 Hz до 20 000 Hz – 0,2 %
- Отношение сигнал/шум, не по-голям от:
на микрофонен вход 1 mV – 60 dB
на линеен вход 775 mV – 68 dB
- Обхват на допълнителен регулатор, не по-малко от: 10 dB
- Обхват на амплитуден ограничител: 20 dB
- Срязващ филтър:
честоти на срез НЧ – 40, 80, 160 Hz
ВЧ – 7,5; 10; 16 KHz
- Стръмност на среза – 10 dB/oct.
- Номинално захранващо напрежение: 15 V и 27 V
- Консумиран ток:
от захранващ източник 15 V – номинално 5 mA
при сработване на индикатора: 15 mA
от захранващ източник 27 V – 17 mA
- Габаритни размери:
B = 40 mm /1BE/
H = 132,5 mm
T = 187 mm
- Тегло 600 гр.
4. Устройство и принцип на действие
ЕМС 1121 съдържа следните възли:
1/ Входен атенюатор с трансформатор – V1 и T1
2/ Първи усилвател – V1 и V2
3/ Индикатор на претоварване, включен в изхода на първи предусилвател – усилвател V3, изправител V4 – V6, индикатор V5.
4/ Амплитуден ограничител, включен в изхода на първи предусилвател – усилвател Д 101, изправител V103 – V104, регулиращи транзистори V101, V102. Амплитудният ограничител се включва посредством връзка между XP1-XP2.
5/ Регулатор „Усилване“ /R 24/
6/ Втори предусилвател (V7, V8) с допълнителен вътрешен регулатор на усилването /R 27/.
7/ Срязващ филтър НЧ /V9/
8/ Срязващ филтър ВЧ /V20/
5. Указания по експлоатация
Модул ЕМС 1121 не е презназначен за самостоятелно ползване. Той се ползва единствено в състава на звукоусилвателните уредби, окомплектована модулна система ЕМС 1000.
Наличието на сумиращи изходи и входове 775 mV позваляват включването му към различни модули и блокове:
- към сумиращ вход на ЕМС 1151
- към тонкоректор ЕМС 1211
- към еквилайзери ЕМС 1231 и ЕМС 1232
- към усилвател на мощност ЕМС 1511
Включването му се осъществява с помощта на унифицирани кабели за междумодулни и междублокови връзки.
ЕМС 1121 се захранва от модул ЕМС 1611 посредством кабел лентов 510 – 583.
ЕМС 1121 се поставя в състава на уредбите, с установени връзки XP в един от указаните варианти.
3. Предусилвател Универсален ЕМС 1131 
- Предусилвател Универсален ЕМС 1131
- Блокова схема ЕМС 1131
- Блокова схема ЕМС 1131
- Принципна схема ЕМС 1131

ЕМС 1131
1. Бутон „Сума 1“
2. Бутон „Сума 2“
3. Бутон „Контрол“
4. Превключват вход – грамофон, магнетофон, тунер, линия 1, линия 2 и генератор /ген./
5. Тонрегулатор „Високи“
6. Тонрегулатор „Ниски“
7. Регулатор „Усилване“
8. Вход „Тунер“ – жак 3,5 mm
9. Вход „Линия“ /Л1 и Л2/ – жак 3,5 mm
10. Вход 775 mV – жак 3,5 mm
11. Вход „Магнетофон“ – съединител СА-5
12. Вход „Грамофон“ /динамична или кристална доза/ – съединител СА-5
13. Съединител /направо от печатната платка/ за междумодулни връзки с изходи:

1. Изход „Сума 1“
2. _
3. Изход „Сума 2“
4. Маса
5. Маса
6. Вход 775 mV
7. Изход 775 mV
8. Вход + 27 V
9. Изход „Контрол“
10. Вход „Генератор калибровъчен“ /≈/

1. Предназначение
Предусилвател универсален ЕМС 1131 представлява едноканален входен предусилвател с несиметрични входове и изходи, предназначен да усилва и обработва сигнала от грамофон, магнетофон, тунер или линия, в състава на звукоусилвателните уредби, окомплектована модулна система ЕМС 1000.
2. Обща характеристика
Модул ЕМС 1131 съдържа:
1/ Пет входа:
- Грамофон – съединител СА-5 /X1/ с възможност за включване посредством XP1 – XP2, XP2 – XP3 динамична или кристална доза
- Магнетофон – съединител СА-5 /X2/;
- Тунер – жак 3,5 mm /X3/;
- Линия – жак 3,5 mm /X4/;
- Допълнителен вход за включване на генератор калибровъчен /извод 11 на съединителя на междумодулни връзки/.

2/ Галетен превключвател /S1/ за избора на вход: грамофон, магнетофон, тунер, линия 1, линия 2, генератор.
3/ Регулатор „Усилване“ /R 24/
4/ Тонкоректор „Ниски“ и „Високи“ с плавни регулатори /R 26 и R 25/.
5/ Изход 775 mV за товар 1 kῼ /жак 3,5 mm /X5/ и извод 7 на съединителя за междумодулни връзки/.
6/ Два сумиращи изхода чрез R = 36 kῼ за включване към симетричен вход на модул ЕМС 1151 /изводи 1 и 3 на съединителя за междумодулни връзки/. Сумиращите изходи се включват оперативно посредством бутон 1 (S2/a) и 2 (S2/b).
7/ Един сумиращ изход чрез R = 36 kῼ за включване на модул „Контрол“ ЕМС 1711 /извод 9 на съединителя за междумодулни връзки/.
Изходът се включва посредством бутон 3 (S2/c).
3. Основни параметри
- Номинално изходно напрежение: 775 mV
- Номинално съпротивление на товара: 1 kῼ
- Входно напрежение:
грамофон кристална доза – 0,2 до 2 V
грамофон динамична доза – 2 до 20 mV
магнетофон – 0,2 до 2 V
тунер – 0,2 до 2 V
линия – 775 mV
генератор – 775 mV
- Входно съпротивление, не по-голямо от:
грамофон кристална доза – 470 kῼ
грамофон динамична доза – 47 kῼ
магнетофон – 220 kῼ
тунер – 220 kῼ
линия – 47 kῼ
- Честотна лента: 20 до 20 000 Hz
- Неравномерност на честотната характеристика, не по-голяма от: 0,6 dB
- Коефициент на хармонични изкривявания, не по-голям от: 0,2 %
- Отношение сигнал/шум, не по-малък от:
от грамофонен вход – 67 dB
от останалите входове – 78 dB
- Тонкорекция на 40 Hz и 16000 Hz, не по-малка от: ± 10 dB
- Номинално захранващо напрежение: 27 V
- Консумиран ток: 15 mA
- Габаритни размери:
B = 40 mm /1 BE/
H = 132,5 mm
T = 187 mm
- Тегло: 400 гр.
4. Устройство и принцип на работа
ЕМС 1131 е съдържа следните възли:
1/ Грамофонен предусилвател /V1 и V2/ с възможност за установено включване на грамофон с кристална или динамична доза във входа, посредством връзка XP:
XP1 – XP2 и XP5 – XP6 – динамичен вход
XP2 – XP3 и XP4 – XP5 – кристален вход
2/ Превключвател според типа вход /S1/.
3/ Емитерен повторител /V3/, осигуряващ входното съпротивление на останалите входове.
4. Регулатор „Усилване“ /R 24/
5/ Усилвател на напрежение /V4 и V5/ осигуряващ изходно напрежение 775 mV.
6/ Комбиниран тонкоректор /V7/
7/ Емитерен повторител /V6/
5. Указания по експлоатация
Модул ЕМС 1131 не е презназначен за самостоятелно ползване. Той се ползва единствено в състава на звукоусилвателните уредби, окомплектована модулна система ЕМС 1000.
Наличието на сумиращи изходи и входове 775 mV позваляват включването му към различни модули и блокове:
- към сумиращ вход на ЕМС 1151
- към еквалайзери ЕМС 1231 и ЕМС 1232
- към усилвател на мощност ЕМС 1511
Включването му се осъществява с помощта на унифицирани кабели за междумодулни и междублокови връзки.
ЕМС 1131 се захранва от модул ЕМС 1611 посредством кабел лентов 510 – 583.
ЕМС 1131 се поставя в състава на уредбите, с установени връзки XP в един от указаните варианти.
- ЕМС 1000, тип 600 УМ-001, частна собственост
- ЕМС 1000 тип 600 УМ-001 задна страна
- ЕМС 1000, тип 1000 УМ-001, частна собственост
- ЕМС 1000, тип 1000 УМ-001, гр. Долна Оряховица, общ. Горна Оряховица
- ЕМС 1000, задна страна
- ЕМС 1000, предусилвателна част
- ЕМС 1000, усилвател на мощност ЕМС 1511
- ЕМС 1000, усилватели на мощност ЕМС 1511
- ЕМС 1000, тип 4УП 200 – 001, частна собственост
- ЕМС 1511, инв. номер 2408, преди възстановяване2017 г., частна собственост
- ЕМС 1511, възстановяване на кабелни снопове
- ЕМС 1511, закрепване на кабелни снопове
- ЕМС 1511, изходни и захранващ трансформатори
- ЕМС 1511, модули усилвател на мощност
- ЕМС 1511, изходен трансформатор, страна вторични секции
- ЕМС 1511, нов ситопечат и поцинковане на заден панел
- ЕМС 1511, без горен капак, след възстановяване
- ЕМС 1511, инв. номер 2408, възстановен 2017 г.
- ЕМС 1511, инв. номер 2408, възстановен 2017 г. задна страна
- ЕМС 1511, инв. номер 2408, възстановен 2017 г. отстрани
- ЕМС 1511, частна собственост
- ЕМС 1000 – Техн. описание и инструкция по експлоатация
- ЕМС 1000 – Техн. описание и инструкция по експлоатация, задна корица
- Заводска опаковка на ЕМС 1511
- Съединители за работните режими на ЕМС 1511 и резервни части